# 제17회 골든 글로브상
제17회 골든 글로브상은 1959년 상영된 영화 중 가장 뛰어난 영화를 수상하기 위해 1960년 3월에 열린 시상식이다. 미국, 엠버서더 호텔/코코넛 그로브에서 개최되었다.

## 수상 및 후보

### 세실 B. 데밀 상
- 빙 크로스비 수상

### 작품상-드라마
- 벤허 - 윌리엄 와일러 수상
- 살인자의 해부 - 오토 프레밍거
- 안네의 일기 - 조지 스티븐스
- 파계 - 프레드 진네만
- 그날이 오면 - 스탠리 크레이머

### 여우주연상-드라마
- 지난 여름 갑자기 - 엘리자베스 테일러 수상
- 살인자의 해부 - 리 레믹
- 파계 - 오드리 헵번
- 꼭대기 방 - 시몬 시그노레
- 지난 여름 갑자기 - 캐서린 헵번

### 남우주연상-드라마
- 캐리어 - 안소니 프란시오사 수상
- 벤허 - 찰톤 헤스톤
- 안네의 일기 - 조셉 쉴드크로트
- 성난 얼굴로 돌아보라 - 리처드 버튼
- 미드 오브 나잇 - 프레드릭 마치

### 작품상-뮤지컬코미디
- 포기와 베스 - 오토 프레밍거 수상
- 뜨거운 것이 좋아 - 빌리 와일더 수상

### 여우주연상-뮤지컬코미디
- 뜨거운 것이 좋아 - 마릴린 먼로 수상
- 애스크 애니 걸 - 셜리 맥클레인
- 벗 낫 포 미 - 릴리 파머
- 필로우 토크 - 도리스 데이
- 포기와 베스 - 도로시 댄드리지

### 남우주연상-뮤지컬코미디
- 뜨거운 것이 좋아 - 잭 레먼 수상
- 벗 낫 포 미 - 클락 게이블
- 오퍼레이션 페티코트 - 캐리 그랜트
- 포기와 베스 - 시드니 포이티어
- 후 워스 댓 레이디 - 딘 마틴

### 여우조연상
- 슬픔은 그대 가슴에 - 수잔 코너 수상
- 안네의 일기 - 쉘리 윈터스
- 슬픔은 그대 가슴에 - 주아니타 무어
- 파계 - 에디스 에반스
- 테이크 어 자이언트 스텝 - 에스텔레 헴슬리

### 남우조연상
- 벤허 - 스티븐 보이드 수상
- 살인자의 해부 - Joseph N. Welch
- 그날이 오면 - 프레드 아스테어
- 필로우 토크 - 토니 랜들
- 영 필라델피안스 - 로버트 본

### 외국어 영화상
- 다리 - 벤하드 위키 수상
- 열쇠 - 이치가와 곤 수상
- 흑인 오르페 - 마르셀 케이머스 수상
- 산딸기 - 잉그마르 베르히만 수상
- 알트 위 원더풀? - 커트 호프만 수상

### 감독상
- 벤허 - 윌리엄 와일러 수상
- 살인자의 해부 - 오토 프레밍거
- 안네의 일기 - 조지 스티븐스
- 파계 - 프레드 진네만
- 그날이 오면 - 스탠리 크레이머

### 음악상
- 그날이 오면 - 어니스트 골드 수상